# Eastchurch
Eastchurch es una parroquia civil y un pueblo del distrito de Swale, en el condado de Kent (Inglaterra). El pueblo está estrechamente ligado a los primeros días de la aviación. De hecho, durante la Batalla de Inglaterra, Eastchurch fue una base aérea de las Fuerzas Aéreas Polacas.

## Geografía
Se encuentra en la isla de Sheppey, a una milla al este de Minster. Según la Oficina Nacional de Estadística británica, Eastchurch tiene una superficie de 23,17 km².

## Demografía
Según el censo de 2001, Eastchurch tenía 2718 habitantes (72,81% varones, 27,19% mujeres) y una densidad de población de 117,31 hab/km². El 10,63% eran menores de 16 años, el 86,06% tenían entre 16 y 74 y el 3,31% eran mayores de 74. La media de edad era de 37,19 años. Del total de habitantes con 16 o más años, el 42,03% estaban solteros, el 39,77% casados y el 18,2% divorciados o viudos.
El 89,29% de los habitantes eran originarios del Reino Unido. El resto de países europeos englobaban al 4,12% de la población, mientras que el 6,59% había nacido en cualquier otro lugar. Según su grupo étnico, el 90,43% eran blancos, el 1,88% mestizos, el 2,35% asiáticos, el 4,23% negros, el 0,26% chinos y el 0,18% de cualquier otro. El cristianismo era profesado por el 64,42%, el budismo por el 0,74%, el hinduismo por el 0,7%, el judaísmo por el 0,22%, el islam por el 2,72%, el sijismo por el 0,4% y cualquier otra religión por el 0,7%. El 16,81% no eran religiosos y el 13,28% no marcaron ninguna opción en el censo.
981 habitantes eran económicamente activos, 864 de ellos (88,07%) empleados y 117 (11,93%) desempleados. Había 589 hogares con residentes, 40 vacíos y 18 eran alojamientos vacacionales o segundas residencias.